# Marco Junio Pera
Marco Junio Pera (en latín, Marcus Iunius D. f. D. n. Pera) fue un político y militar romano durante la segunda guerra púnica. Ocupó el consulado en 230 a. C. y la censura en 225 a. C. Fue nombrado dictador rei gerundae causa en 216 a. C. con el propósito de repeler la invasión cartaginesa de la península itálica por las fuerzas de Aníbal Barca.

## Vida
Era hijo del consular Décimo Junio Pera. Fue cónsul con Marco Emilio Bárbula como colega y censor con Cayo Claudio Centón. 
En el año 216 a. C., después de la fatal batalla de Cannas, ya como dictador, alistó como soldados no sólo a esclavos, sino también a criminales.
Fue el único dictador que llegó a ocupar el cargo de forma simultánea con otro dictador, Marco Fabio Buteón, que fue nombrado más tarde ese año para solventar unas cuestiones constitucionales en Roma. No obstante, ante tal situación, Buteón se mostró débil y dimitió el mismo día de su nombramiento, aduciendo que en Roma no podía haber dos dictadores al mismo tiempo. Es de tener en cuenta que además aquella fue la última ocasión en la que se nombró un dictador rei gerundae causa, pues desde el año 202 a. C. la dictadura desapareció en Roma, siendo reemplazada por el senatus consultum ultimum, mediante el cual el Senado se encontraba facultado en casos de emergencia a autorizar a los dos cónsules para que tomaran cualquier acción necesaria en defensa de la integridad de la República romana.

## BIbliografía
- Friedrich Münzer, "Iunius 126)", RE, vol X-1, Stuttgart, 1918, cols. 1076-1077.

| Predecesor: Lucio Veturio Filón 217 a. C.             | Dictador de la República Romana 216 a. C.                              | Sucesor: Marco Fabio Buteón 216 a. C.                  |
| Predecesor: Marco Pomponio Matón y Cayo Papirio Masón | Cónsul de la República Romana junto con Marco Emilio Bárbula 230 a. C. | Sucesor: Lucio Postumio Albino y Cneo Fulvio Centumalo |

- Datos: Q736087